# Lil Wayne
Dwayne Michael Carter, Jr (27 de setembre de 1982), més conegut pel seu nom artístic, Lil Wayne, és un raper estatunidenc, guanyador del Premi Grammy. Membre inicialment del grup de rap Hot Boys, es va unir després a la companyia Cash Money Records quan era adolescent. Get It How U Live!, publicat el 1997, va ser el primer àlbum de Lil Wayne amb Hot Boys, i Tha Block Is Hot, el seu debut en solitari, va sortir el 1999.

## Biografia

### Primers anys
Lil Wayne va néixer el 27 de setembre de 1982 a la ciutat de Nova Orleans, Luisiana als Estats Units com a Dwanye Michael Carter Junior. Es va criar al districte 17 al barri de Hollygrove, un dels més conflictius i perillosos de Nova Orleans. La seva mare, Jocita, el va tenir quan tan sols era una adolescent. Quan Dwayne va néixer aquesta va mudar-se a casa de la seva sogra. Malgrat viure separada del pare del seu fill, aquest acudia freqüentment a casa de la seva mare per abusar de la mare del seu fill. Aquesta situació va durar fins que Jocita va decidir marxar de casa de la seva sogra quant Dwayne tenia 3 anys. Wayne utilitzava la música des de petit per evadir-se de la realitat del seu barri. Com molts dels adolescents de Hollygrove, Wayne va començar a traficar amb droga als 12 anys. Va tenir una infància força dura: es va disparar ell mateix al cor quan tenia 13 anys amb la pistola de la seva mare i va perdre el seu padrastre, Reginal, quan en tenia 14.Wayne ha explicat que per a ell Reginal era com el pare que mai va tenir, el tractava com a un fill. Dwayne va deixar l'escola als 14 anys per dedicar-se a la música. Als 14 anys va ser fitxat per Brian “Birdman” Williams i Ronald “Slim” Williams, presidents de Cash Money Records, una discogràfica de rap força important a Nova Orleans. Un cop a Cash Money, Wayne va formar un grup amb 3 rapers locals: B.G, Juvenile i Turk. Tot just dies després de fer 16 anys ell i la seva nòvia del col·legi, Toya Johnson, de 15 anys, varen tenir a la seva primera filla, Reginae; a la qual li varen posar aquest nom en memòria del padrastre de Dwayne, Reginal.